# اشتراک (نظریه مجموعه‌ها)
مجموعهٔ شامل عضوهای مشترک دو مجموعه را اشتراک آنها می‌نامیم و آن را با نماد ∩ نشان می‌دهیم مثل : A∩B

## تعریف
اگر S مجموعه‌ای ناتهی از مجموعه‌ها باشد و {\displaystyle X\in S} عضو دلخواهی از S، اشتراک همه اعضای S که آن‌را با {\displaystyle \bigcap S} یا {\displaystyle \bigcap _{A\in S}A} نشان می‌دهیم به‌صورت زیر تعریف می‌شود:
{\displaystyle \bigcap S:=\bigcap _{A\in S}A:=\{y\in X:\forall A\in S,y\in A\}}
مجموعه بالا طبق اصل تصریح وجود دارد و با استفاده از اصل موضوع گسترش می‌توان نشان داد که یکتاست.
اشتراک "صفر"تا مجموعه در حالت کلی تعریف نمی‌شود؛ اما در یک مسئله خاص اگر مجموعه مرجع U باشد، تعریف می‌شود {\displaystyle \bigcap \phi :=U}.
اشتراک دو مجموعه دلخواه A و B را با {\displaystyle A\cap B} نشان داده و می‌خوانیم "A اشتراک B". اشتراک سه مجموعه A، B و C را با {\displaystyle A\cap B\cap C}،... و اشتراک n مجموعه {\displaystyle A_{1},A_{2},\cdots ,A_{n}} را با {\displaystyle A_{1}\cap A_{2}\cap \cdots \cap A_{n}} نشان می‌دهیم. می‌توان نشان داد که
{\displaystyle A_{1}\cap A_{2}\cap \cdots A_{n}=(A_{1}\cap A_{2}\cap \cdots A_{n-1})\cap A_{n}}

## خواص اشتراک
مهم‌ترین ویژگی اشتراک دسته‌ای از مجموعه‌ها این است که زیرمجموعه همه آن‌هاست. فی‌الواقع اشتراک آنها بزرگ‌ترین مجموعه‌ایست که این ویژگی را دارد.
اگر اجتماع دو مجموعه A و B را با {\displaystyle A\cup B} نشان دهیم، به ازای هر سه مجموعه A، B و C داریم:
{\displaystyle A\cap A=A}
{\displaystyle A\cap B=B\cap A}
{\displaystyle A\cap \phi =\phi \cap A=\phi }
{\displaystyle (A\cap B)\cap C=A\cap (B\cap C)}
{\displaystyle A\cap (B\cup C)=(A\cap B)\cup (A\cap C)}
{\displaystyle A\cup (B\cap C)=(A\cup B)\cap (A\cup C)}
{\displaystyle A\subseteq B} اگر و تنها اگر {\displaystyle A\cap B=A}.